# Evridiki
Evridiki Theokleous (řecky Ευρυδίκη Θεοκλέους, * 25. února 1968 Lemesos, Kypr), lépe známá jen jako Evridiki (řecky Ευρυδίκη), je kyperská rocková, popová, a synthpopová zpěvačka. V Evropě je známá tím, že reprezentovala svou rodnou zemi na Eurovision Song Contest v letech 1992, 1994 a 2007 s písněmi Teriazoume, Eimai Anthropos Ki Ego a Comme Ci, Comme Ça.

## Hudební kariéra

### Mládí a začátky
Evridiki se narodila v Lemesosu na Kypru a vyrůstala v hlavním městě ostrova, Nikósii. Studovala hudbu na Kuperské národní konzervatoři. Když ji dokončila, šla do Le Studio des Variétés v Paříži, kde studovala hudbu, divadlo a tanec. Poté šla na Berklee College of Music v Bostonu, kde pokračovala ve studiu a doplnila si hudební vzdělání.
V roce 1989 se přestěhovala do řeckých Athén, kde spolupracovala s několika umělci a v roce 1991 vydala své vlastní debutové album Gia Proti Fora.

### 1992–2000:Missise Me,Fthinoporo gynaikasaDese Mou ta Matia
V roce 1993 vydala vysoce oceňované album Missise Me (Μίσησέ Με), díky kterému se stala jednou z nejúspěšnějších umělců v Řecku. Album je mezi fanoušky jejím nejoblíbenějším albem.
V roce 1994 začala pracovat na svém dalším albu Fthinoporo gynaikas (Φθινόπωρο γυναίκας, česky Ženský podzim). Album je inspirováno myšlenkou stárnutím po dobu plynoucího času a obsahuje směs popu a řecké lidové hudby. Ve stejném roce se provdala za George Theofana. V listopadu 1996 porodila syna Angela. V roce 2000 se rozvedli.
Theofanous byl hlavní skladatel a producent prvních devíti vydaných alb a v letech 1998 až 1999 spolupracoval s manažerem Minos-Emi A&r Vangelisem Yannopoulem. Alba jako Dese Mou ta Matia (Δέσε μου τα μάτια, její první zlaté album, Δέσε μου τα μάτια, 1998), To Koumpi (Το κουμπί, 1999) a Ola Dika Sou (Όλα δικά σου, 2000) s jejich popovým/laiko soundem jsou charakteristické pro jejich období.

### 2001–současnost: Obrat v kariéře, Oso Fevgo Gyrizo a 13
V roce 2002 nastala v její kariéře obrat. Po rozvodu již více se svým ex-manželem spolupracovala a změnila styl hudby z popu na rock a alternativní rock. Ve svém živém albu Live Ki Allios (Live κι αλλιώς) z roku 2002 nazpívala dobře známé rockové písně.
V roce 2002 si také zahrála v muzikále Král a já Taptimu. Muzikál produkoval Mimi Denisi a u veřejnosti a kritiky se dočkal velmi pozitivního přijetí.
Po tříleté hudební přestávce vydala album Oso Fevgo Gyrizo (Όσο φεύγω γυρίζω, 2003), ke kterému při pauze napsala dvě písně. Tato tvorba se pro její kariéru stala zlomem tím, že charakterizuje její novou éru. Od té doby byla jednou z nejúspěšnějších řeckých rockových zpěvaček. Poté vydala další kritickou oslavované album Sto Idio Vagoni (Στο ίδιο βαγόνι, 2005). V obou albech spolupracovala s hudebníkem Dimitrem Korgialem, se kterým se později zasnoubila.
Korgialas složil píseň "Comme Ci, Comme Ça", se kterou reprezentovala Kypr na Eurovision Song Contest 2007. Ve stejném roce vydala album 13 (její třinácté album). Později ve stejném roce na Kypru obdržela ocenění Zpěvačka roku. V roce 2009 vydala album Etsi Ine I Agapi (Έτσι είναι η αγάπη) spolu s Dimitrem Korgialem. Následující rok byl vydán i singl "Etsi Ine I Agapi".
Celkově lze říci, že je jednou z nejpopulárnějších, nejúspěšnějších a nejprodávanějších umělců v Řecku a na Kypru. Vedle George Theophana a Dimitrie Korgiala spolupracovala s dalšími významnými osobnostmi řeckého hudebního průmyslu. Mezi nimi jsou Vasilis Papakonstantinou, Giorgos Hatzinasios, Yannis Spanos, Marios Tokas, Vangelis Dimitriadis, Christos Dantis, Natalia Germanou, Eleni Peta, Antonis and Yannis Vardis, Stelios Rokkos a Sakis Rouvas.

### Účast na Eurovision Song Contest 1992, 1994 a 2007
Reprezentovala Kypr na Eurovision Song Contest 1992 ve švédském Malmö s písní "Teriazoume", se kterou se umístila na jedenáctém místě a pak v roce 1994 v irském Dublinu s písní "Ime Anthropos Ki Ego". Posledně zvedla vlnu kontroverzních reakcí u kritiků a publika kvůli politické narážce v písní na kyperský problém. Na druhé straně se stala horký favoritem na výhru, kvůli etnickému soundu a velmi procítěnému výkonu. Stejně jako při svém debutu v soutěži před dvěma lety se umístila na jedenáctém místě.
Také se objevila jako vokalistka na Eurovision Song Contest v letech 1983, 1986 a 1987.
V roce 2007 byla vybrána reprezentantkou Kypru již napotřetí s písní "Comme Ci, Comme Ça" jehož slova napsal Posidonas Giannopoulos a hudbu složil Dimitris Korgialas. Přestože byla tipována na celkovou potenciální vítězku, nedokázala se probojovat přes semifinále do finále soutěže.
V roce 2008 se objevila na Junior Eurovision Song Contest 2008, kde vystoupila s ústřední melodií soutěže Fun in the Sun se svým manželem Dimitrem Korgialem.

## Diskografie

### Alba

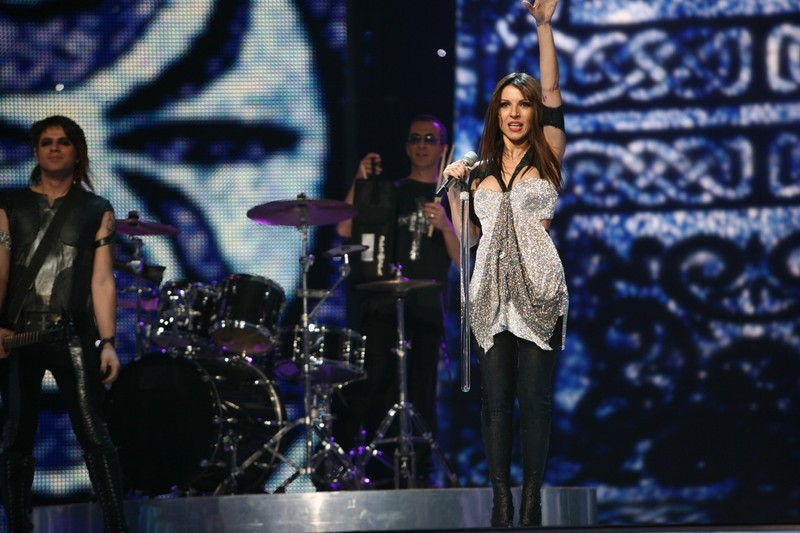
Evridiki zpívá píseň "Comme Ci, Comme Ça" na Eurovision Song Contest 2007.

- 1991: Gia proti fora (Για πρώτη φορά)
- 1992: Poso ligo ne ksereis (Πόσο λίγο με ξέρεις)
- 1993: Misise me (Μίσησέ με)
- 1995: Fthinoporo gynaikas (Φθινόπωρο γυναίκας)
- 1996: I epomeni mera (Η επόμενη μέρα)
- 1997: Pes to mou afto (Πες το μου αυτό)
- 1998: Dese mou ta matia (Δέσε μου τα μάτια)
- 1999: To koumbi (Το κουμπί)
- 2000: Ola dika sou (Όλα δικά σου)
- 2002: Live ki allios (Live κι αλλιώς)
- 2003: Oso feygo gyrizo (Όσο φεύγω γυρίζω)
- 2005: Sto idio vagoni (Στο ίδιο βαγόνι)
- 2007: 13 (Δεκατρία)
- 2009: Etsi einai i agapi (Έτσι είναι η αγάπη)
- 2011: Oneirevomai akoma...mama (Ονειρεύομαι ακόμα...μαμά)

### Kompilační alba
- 2004: Best of
- 2007: Best of
- 2007: 14 μεγάλα τραγούδια

### EP
- 2010: Etsi apla... (Έτσι απλά...)

### Singly
- 1992: Tairiazoume (Ταιριάζουμε)
- 1994: Eimai anthropos ki ego (Είμαι άνθρωπος κι εγώ)
- 1996: Afto to fili (Αυτό το φιλί)
- 1997: As en tziai mian foran (Ας εν τζιαί μιαν φοράν)
- 1997: Pes to mou afto
- 2007: Comme Ci, Comme Ça
- 2008: I zoi echei chroma (Η ζωή έχει χρώμα)
- 2010: Etsi apla... (Έτσι απλά...)